# Crying at the Discoteque
Crying at the Discoteque è un singolo del gruppo musicale svedese Alcazar, pubblicato l'8 gennaio 2001 come secondo estratto dal primo album in studio Casino.

## Descrizione
Il brano utilizza un sample di Spacer, brano scritto e composto nel 1979 dagli Chic per la cantante francese Sheila.
Il singolo rappresenta il punto di maggior successo del gruppo, che con questo brano è entrato nelle classifiche di tutta Europa.
La canzone è stata scritta da Alexander Bard, Anders Wollbeck, Anders Hansson e Michael Goulos e prodotta da Bard e Hansson insieme a Johan S. È divenuto uno dei tormentoni estivi del 2001.

## Video
I membri del gruppo stanno cantando la canzone con dei vestiti metallizzati su uno scenario con delle rocce finte con, dietro, dei figuranti con delle teste di animali che danzano.

## Tracce
CD-Single
1. Crying at the Discoteque (Radio Edit) – 3:50
2. Crying at the Discoteque (Extended Version) – 4:58

CD-Maxi
1. Crying at the Discoteque (Radio Edit) – 3:50
2. Crying at the Discoteque (Extended Version) – 4:58
3. Crying at the Discoteque (DeTox Dub) – 6:29
4. Crying at the Discoteque (Pinocchio Tesco Mix) – 4:47

12" Maxi
1. Crying at the Discoteque (Extended Version) – 4:58
2. Crying at the Discoteque (Illicit Remix) – 7:13
3. Crying at the Discoteque (Pinocchio Tesco Mix) – 4:47
4. Crying at the Discoteque (Mind Trap's Disco Dub) – 7:57

## Classifiche
| Classifica (2000-2001) | Posizione raggiunta |
| ---------------------- | ------------------- |
| Australia              | 14                  |
| Austria                | 14                  |
| Belgio (Fiandre)       | 2                   |
| Belgio (Vallonia)      | 16                  |
| Brasile                | 1                   |
| Finlandia              | 14                  |
| Francia                | 69                  |
| Italia                 | 4                   |
| Paesi Bassi            | 14                  |
| Regno Unito            | 13                  |
| Svezia                 | 29                  |
| Svizzera               | 7                   |

### Classifica italiana
| Posizione | 20 | 19 | 13 | 9 | 8 | 8 | 9 | 7 | 5 | 4 | 6 | 8 | 10 | 9 | 7 | 10 | 8 | 6 | 13 | 18 |